# Oenochroma
Oenochroma is een geslacht van vlinders van de familie spanners (Geometridae), uit de onderfamilie Oenochrominae.

## Soorten
- O. alpina Turner, 1930
- O. celidophora Turner, 1939
- O. cerasiplaga Warren, 1914
- O. cycnoptera Lower, 1895
- O. decolorata Warren, 1896
- O. infantilis Prout, 1910
- O. ochripennata Walker, 1860
- O. orthodesma Lower, 1895
- O. pallida Warren, 1898
- O. phyllomorpha Lower, 1899
- O. polyspila Lower, 1897
- O. privata Walker, 1860
- O. quadrigramma Lucas, 1900
- O. subustaria Walker, 1860
- O. unifasciata Holloway, 1979
- O. vetustaria Walker, 1860
- O. vinaria Guenée, 1858